# Sweet Thing (chanson de Van Morrison)
Sweet Thing est une chanson écrite et interprétée par Van Morrison. Elle est publiée sur son deuxième album Astral Weeks sorti en novembre 1968. Elle est en troisième position sur la première face du 33 tours. La chanson a ensuite été utilisée en 1971 comme la face B américaine du single de Morrison "Blue Money".

## Composition et enregistrement
Sweet Thing est écrite par Van Morrison alors âgé de 23 ans. Il vient juste de rencontrer sa future femme Janet Planet à l'occasion de sa tournée avec Them en 1966. Il écrit la chanson lors de son retour à Belfast, voyage d'une année qui le sépare de son aimée.
La chanson est enregistrée le 15 octobre 1968 lors des cessions d'enregistrement de l'album Astral Weeks au Century Sound Studios à New York. Le producteur est Lewis Merenstein. C'est la seule chanson de l'album qui regarde vers l'avenir plutôt que vers le passé.

« You shall take me strongly in your arms again
    And I will not remember that I ever felt the pain »

Van Morrison décrit la chanson à Richie Yorke : « Sweet things est une autre chanson romantique. Elle contemple les jardins et les choses de ce genre... mouillés par la pluie. C'est une ballade d'amour romantique qui ne parle pas de quelqu'un en particulier, mais d'un sentiment ».

## Musiciens
- Van Morrison : Voix, guitare acoustique
- Jay Berliner : guitare
- Richard Davis : contrebasse
- Connie Kay : batterie
- John Payne : flute
- Warren Smith Jr. : triangle
- Larry Fallon : arrangement des cordes

## Sources
- Clinton Heylin (2003). Can You Feel the Silence? Van Morrison: A New Biography, Chicago Review Press  (ISBN 1-55652-542-7)
- Ritchie Yorke (1975). Into The Music, London: Charisma Books,  (ISBN 0-85947-013-X)